# Rūdolfs Balcers
Rūdolfs Balcers, född 8 april 1997 i Liepāja, är en lettisk professionell ishockeyforward som är kontrakterad till Tampa Bay Lightning i National Hockey League (NHL) och spelar för Syracuse Crunch i American Hockey League (AHL).
Han har tidigare spelat för Ottawa Senators, San Jose Sharks och Florida Panthers i NHL; Stavanger Oilers i Get-ligaen/Fjordkraftligaen; San Jose Barracuda och Belleville Senators i AHL; Viking Hockey i 1. divisjon samt Kamloops Blazers i Western Hockey League (WHL).
Balcers draftades av San Jose Sharks i femte rundan i 2015 års draft som 142:a spelare totalt.

## Statistik
| 2013–2014         | Viking Hockey       | 1. divisjon       | 10  | 6  | 3  | 9   | 4  | —  | — | — | —  | — |
|                   | Stavanger Oilers    | Get-ligaen        | 2   | 0  | 1  | 1   | 0  | —  | — | — | —  | — |
| 2014–2015         | Stavanger Oilers    | Get-ligaen        | 36  | 8  | 13 | 21  | 8  | —  | — | — | —  | — |
| 2015–2016         | Stavanger Oilers    | Get-ligaen        | 43  | 15 | 9  | 24  | 16 | 17 | 6 | 4 | 10 | 4 |
| 2016–2017         | Kamloops Blazers    | WHL               | 66  | 40 | 37 | 77  | 16 | 6  | 2 | 1 | 3  | 0 |
| 2017–2018         | San Jose Barracuda  | AHL               | 67  | 23 | 25 | 48  | 12 | 4  | 2 | 2 | 4  | 6 |
| 2018–2019         | Ottawa Senators     | NHL               | 36  | 5  | 9  | 14  | 10 | —  | — | — | —  | — |
|                   | Belleville Senators | AHL               | 43  | 17 | 14 | 31  | 4  | —  | — | — | —  | — |
| 2019–2020         | Ottawa Senators     | NHL               | 15  | 1  | 2  | 3   | 0  | —  | — | — | —  | — |
|                   | Belleville Senators | AHL               | 33  | 16 | 20 | 36  | 14 | —  | — | — | —  | — |
| 2020–2021         | San Jose Sharks     | NHL               | 41  | 8  | 9  | 17  | 16 | —  | — | — | —  | — |
|                   | Stavanger Oilers    | Fjordkraftligaen  | 10  | 7  | 8  | 15  | 18 | —  | — | — | —  | — |
| 2021–2022         | San Jose Sharks     | NHL               | 61  | 11 | 12 | 23  | 20 | —  | — | — | —  | — |
| 2022–2023         | Florida Panthers    | NHL               | 14  | 2  | 2  | 4   | 4  | —  | — | — | —  | — |
|                   | Tampa Bay Lightning | NHL               | 3   | 1  | 0  | 1   | 0  | —  | — | — | —  | — |
|                   | Syracuse Crunch     | AHL               | 36  | 8  | 7  | 15  | 22 | 5  | 0 | 1 | 1  | 2 |
| NHL totalt        | NHL totalt          | NHL totalt        | 170 | 28 | 34 | 62  | 50 | —  | — | — | —  | — |
| AHL totalt        | AHL totalt          | AHL totalt        | 179 | 64 | 66 | 130 | 52 | 9  | 2 | 3 | 5  | 8 |
| GET-ligaen totalt | GET-ligaen totalt   | GET-ligaen totalt | 91  | 30 | 31 | 61  | 42 | 17 | 6 | 4 | 10 | 4 |

### Internationellt
| Källa: Uppdaterad: 2023-06-03 | Källa: Uppdaterad: 2023-06-03 | Källa: Uppdaterad: 2023-06-03 |         | Utv = Utvisningsminuter | Utv = Utvisningsminuter | Utv = Utvisningsminuter | Utv = Utvisningsminuter | Utv = Utvisningsminuter |
| År                            | Lag                           | Mästerskap                    | Matcher | Mål                     | Assists                 | Poäng                   | Utv                     |                         |
| ----------------------------- | ----------------------------- | ----------------------------- | ------- | ----------------------- | ----------------------- | ----------------------- | ----------------------- | ----------------------- |
| 2015                          | Lettland                      | U18-VM                        | 6       | 2                       | 4                       | 6                       | 2                       |                         |
| 2017                          | Lettland                      | JVM                           | 6       | 1                       | 1                       | 2                       | 12                      |                         |
| 2018                          | Lettland                      | VM                            | 8       | 4                       | 2                       | 6                       | 0                       |                         |
| 2019                          | Lettland                      | VM                            | 7       | 1                       | 8                       | 9                       | 0                       |                         |
| 2022                          | Lettland                      | VM                            | 7       | 3                       | 2                       | 5                       | 2                       |                         |
| 2023                          | Lettland                      | VM                            | 10      | 2                       | 7                       | 9                       | 0                       |                         |
| Junior totalt                 | Junior totalt                 | Junior totalt                 | 12      | 3                       | 5                       | 8                       | 14                      |                         |
| Senior totalt                 | Senior totalt                 | Senior totalt                 | 32      | 11                      | 15                      | 26                      | 2                       |                         |